# Adam Kantor
Adam Kantor (né le 26 mai 1986) est un acteur et chanteur américain. Il est surtout connu pour ses rôles à Broadway , notamment Mark Cohen dans le casting de clôture de Rent, qui a été capturé dans Rent: Filmed Live on Broadway, Motel dans le revival de 2015 of Fiddler on the Roof, et en tant que membre de la distribution originale dans The Band's Visit.

## Biographie
Kantor est originaire de Great Neck, Long Island à New York, et se décrit comme « un descendant d'immigrants juifs d'Europe de l'Est ». Il est diplômé de la John L. Miller Great Neck North High School et de l'Université Northwestern, où il s'est spécialisé dans le théâtre, en 2008. Peu de temps après l'université, il a décroché un rôle principal, dépeignant Mark Cohen dans le casting de clôture de la comédie musicale de Broadway Rent, avec la dernière performance captée pour la création de Rent: Filmed Live on Broadway. Sur Broadway, il est également apparu dans la comédie musicale Next to Normal comme doublure et remplaçant dans le rôle d'Henry.
Il a joué dans le revival Off-Broadway de 2013 de la comédie musicale The Last Five Years. Il est également apparu Off-Broadway dans les comédies musicales Avenue Q et Falling for Eve. Kantor a joué le rôle de Motel Kamtzoïl dans le revival de Fiddler on the Roof à Broadway.
En 2017, Kantor a rejoint la comédie musicale The Band's Visit dans le rôle de l'Homme au téléphone pour son transfert à Broadway. En 2018, tandis qu'il joue toujours dans The Band's Visit, Kantor et Brian Bordainick créent Story Course, un spectacle musical interactif au cours d'un diner qui raconte les histoires d'immigrants,.

## Scène
| Année(s)  | Production                  | Rôle                            | Lieu                                |
| --------- | --------------------------- | ------------------------------- | ----------------------------------- |
| 2008      | Rent                        | Mark Cohen                      | Nederlander Theatre (Broadway)      |
| 2010      | Next to Normal              | Henry (Understudy/Remplacement) | Booth Theatre (Broadway)            |
| 2010      | Falling for Eve             | God (homme)                     | York Theatre (Off-Broadway)         |
| 2011      | Avenue Q                    | Princeton/Rod                   | New World Stages (Off-Broadway)     |
| 2012      | Nobody Loves You            | Jeff                            | Old Globe Theatre                   |
| 2013      | The Last Five Years         | Jamie Wellerstein               | Second Stage Theater (Off-Broadway) |
| 2014      | The Two Gentlemen of Verona | Proteus                         | Old Globe Theatre                   |
| 2014–2015 | Diner                       | Eddie                           | Signature Theatre Company           |
| 2015–2016 | Fiddler on the Roof         | Motel Kamtzoïl                  | Broadway Theatre                    |
| 2017–2019 | The Band's Visit            | Telephone Guy                   | Ethel Barrymore Theatre (Broadway)  |
| 2019-     | Darling Grenadine           | Harry                           | Roundabout Theatre Company          |

## Filmographie
| Année(s) | Titre                         | Rôle             | Notes                    |
| -------- | ----------------------------- | ---------------- | ------------------------ |
| 2008     | Rent: Filmed Live on Broadway | Mark Cohen       | Captation du spectacle   |
| 2009     | The Good Wife                 | Ezra             | épisode Unorthodox       |
| 2011     | A Novel Romance               | Employé de métro |                          |
| 2017     | Billions                      | Pununzio         | épisode Golden Frog Time |

## Récompenses
| Année | Récompense         | Catégorie                                                                                 | Œuvre            | Résultat | Ref.   |
| ----- | ------------------ | ----------------------------------------------------------------------------------------- | ---------------- | -------- | ------ |
| 2019  | Grammy Award       | Grammy Award for Best Musical Theater Album                                               | The Band's Visit | Lauréat  | [ 13 ] |
| 2019  | Daytime Emmy Award | Outstanding Musical Performance in a Daytime Program (avec la troupe de The Band's Visit) | The Band's Visit | Lauréat  |        |